# Rem als Jocs Mediterranis de 2018
La competició de rem dels Jocs del Mediterrani de 2018 de Tarragona es va celebrar entre el 28 i el 30 de juny al Canal Olímpic de Catalunya de Castelldefels. La primera aparició d'aquest esport en els Jocs del Mediterrani va ser a Alexandria 1951 a Egipte.
La competició es va centrar en les categories masculina i femenina en diverses modalitats.

## Medaller per categoria

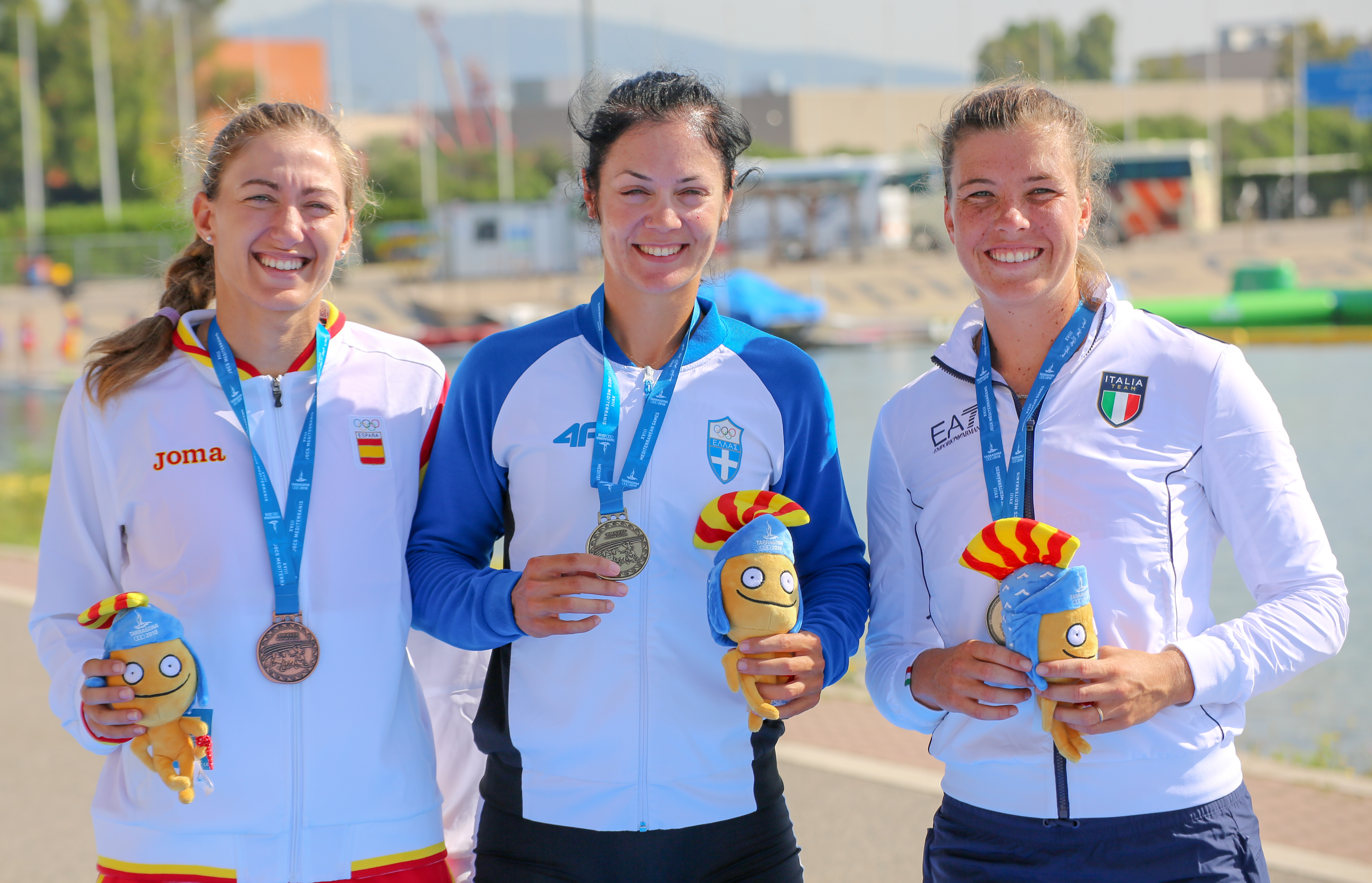
Medallistes del W1x en els Jocs del Mediterrani 2018

| Categoria                        | Or                                               | Plata                                       | Bronze                                   |
| Homes                            |                                                  |                                             |                                          |
| Individual sculls (M1x)          | Luca Rambaldi                                    | Marko Marjanovic                            | Spyridon Kalentzis                       |
| Doble sculls (M2x)               | Grècia · Stefanos Ntouskos · Christos Stergiakas | Eslovènia · Miha Aljancic · Nik Krebs       | Itàlia · Romano Battisti · Simone Venier |
| Individual sculls lleuger (LM1x) | Luka Radonic                                     | Pedro Fraga                                 | Spyridon Christos Giannaros              |
| Doble sculls lleuger (LM2x)      | Itàlia · Stefano Oppo · Pietro Willy Ruta        | Grècia · Ioannis Marokos · Ninos Nikolaidis | Portugal · Dinis Costa · Afonso Costa    |
| Dones                            |                                                  |                                             |                                          |
| Individual sculls (W1x)          | Aikaterini Nikolaidou                            | Kiri Tontodonati                            | Virgínia Díaz                            |
| Individual sculls lleuger (LW1x) | Valentina Rodini                                 | Thomais Emmanouilidou                       | Natalia Miguel                           |

## Medaller per país

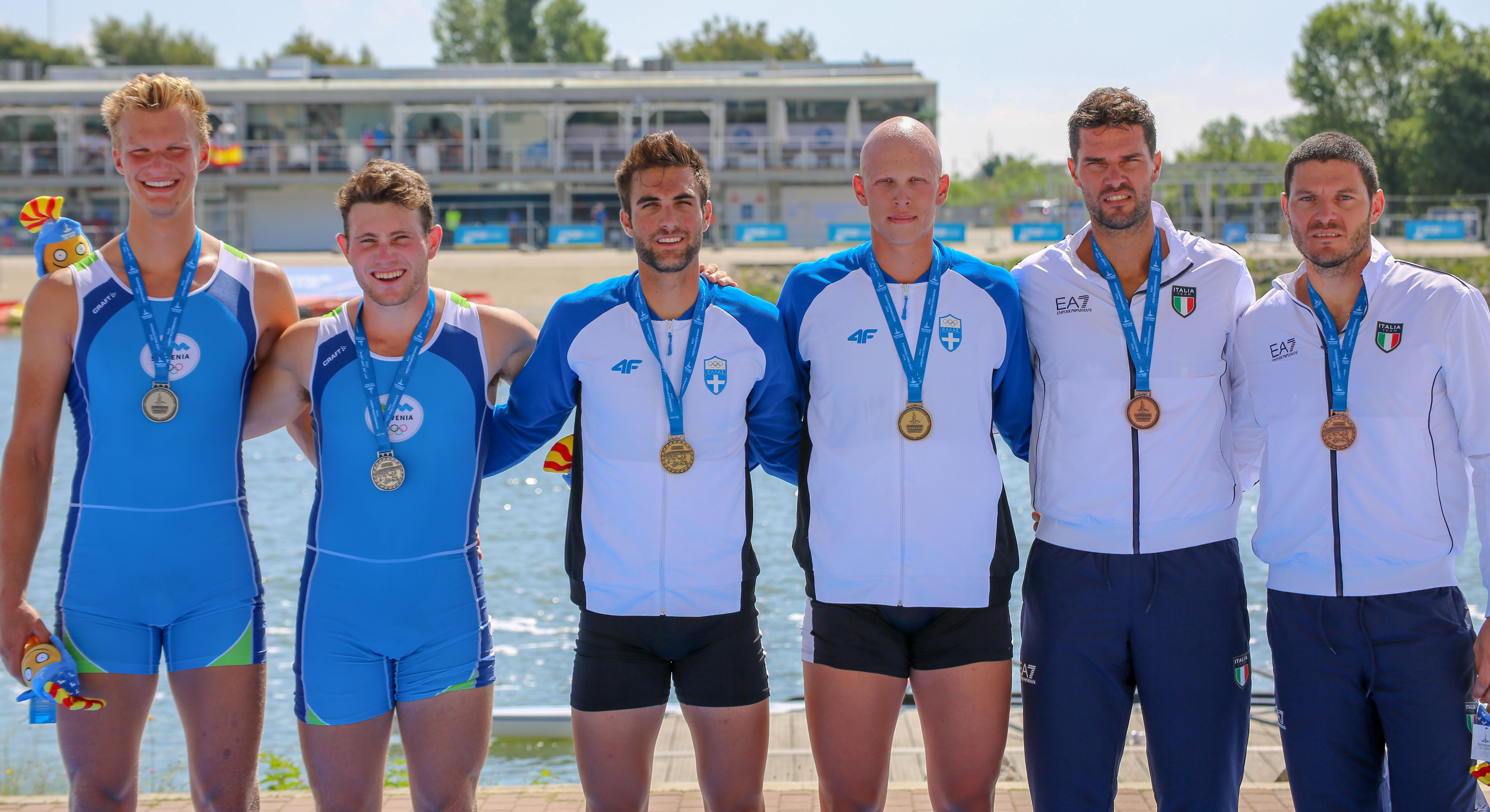
Medallistes del M2x en els Jocs del Mediterrani 2018

| Posició | País      | Or | Plata | Bronze | Total |
| 1       | Itàlia    | 3  | 1     | 1      | 5     |
| 2       | Grècia    | 2  | 2     | 2      | 6     |
| 3       | Croàcia   | 1  | -     | -      | 1     |
| 4       | Portugal  | -  | 1     | 1      | 2     |
| 5       | Eslovènia | -  | 1     | -      | 1     |
| 5       | Sèrbia    | -  | 1     | -      | 1     |
| 7       | Espanya   | -  | -     | 2      | 2     |
| Total   | Total     | 6  | 6     | 6      | 18    |